# Amfitheater van Carthagena
Het Amfitheater van Carthagena was een antiek Romeins amfitheater in Carthago Nova, de huidige Spaanse stad Cartagena.
Een eerste amfitheater werd in de 1e eeuw v.Chr. gebouwd, tijdens de regering van keizer Augustus. Het amfitheater waar nu nog restanten van zichtbaar zijn, is waarschijnlijk rond 70 n.Chr. gebouwd, tijdens de regering van Vespasianus. Het gebouw bood plaats aan ongeveer 11.000 toeschouwers en was daarmee een van de grootste amfitheaters van de provincia Hispania.
Het amfitheater werd gebouwd op de heuvel Cerro de la Concepcion. De cavea werd gedeeltelijk gebouwd tegen de helling van de heuvel, en gedeeltelijk met stenen gewelven en bogen, zoals bij het Colosseum in Rome. Voor de bouw werd zandsteen en andesiet gebruikt.
Na de val van het Romeinse Rijk raakte het amfitheater buiten gebruik en verviel tot een ruïne. Desondanks stonden grote delen van het amfitheater nog tot in de 19e eeuw overeind. In 1854 besloot men echter de restanten af te breken en werd op de plaats van het amfitheater een kleinere arena voor stierenvechten gebouwd.
In de jaren 1990 werden plannen ontwikkeld om kleine delen van het antieke amfitheater te herbouwen en de directe omgeving archeologisch te onderzoeken, waarbij tevens de Plaza de Toros wordt gerenoveerd. Pas in 2007 werd daadwerkelijk gestart met de uitvoering hiervan. Bij de door geldgebrek geplaagde opgravingen zijn onder meer gladiatorenkleding en een begraafplaats voor pestlijders uit de 17e eeuw aangetroffen.
In Carthagena staat ook nog een standaard Romeins theater, dat recentelijk gerestaureerd is (Museo Teatro Romano de Cartagena).

## Bron
- Gedeeltelijk vertaald van de Spaanstalige Wikipedia: es:Anfiteatro de Cartagena
- Cultura desentierra después de diez años el proyecto del Anfiteatro
- La excavación del Anfiteatro continuará en otoño con el Teatro Romano como guía